# 密花藤
密花藤（学名：Pycnarrhena lucida）为防己科密花藤属下的一个种。

## 扩展阅读
- 維基物種上的相關：密花藤